# Bulderlachgas
 Bulderlachgas  is een verhaal uit de Belgische stripreeks Piet Pienter en Bert Bibber van Pom.
Het verhaal verscheen voor het eerst in Gazet Van Antwerpen van 2 december 1964 tot 5 april 1965 en als nummer 23 in de reeks bij De Vlijt.

## Personages
- Professor Kumulus
- Piet Pienter
- Bert Bibber
- Susan

## Albumversies
Bulderlachgas verscheen in 1965 als album 23 bij uitgeverij De Vlijt. In 1998 gaf uitgeverij De Standaard het album opnieuw uit. Uitgeverij 't Mannekesblad deed hetzelfde in 2018.